# Lucas Industries
Lucas Industries plc — британская компания, производившая авто- и аэрокомпоненты. Штаб-квартира находилась в Бирмингеме. Торговалась на Лондонской фондовой бирже и FTSE 100. 
В августе 1996 г. Lucas была поглощена североамериканской корпорацией Varity и образовала LucasVarity plc.

## История

### Создание
В 1850-х годах Джозеф Лукас, безработный отец 6 детей, приторговывал керосином, а в 1860 году создал компанию. Позднее, в 1872 году, к нему присоединился его 17-летний сын Гарри. Назвавшись «Джозеф Лукас и сын» (Joseph Lucas & Son), семья к 1882 году открыла офис на Литтл-Кинг-стрит, позднее на Грейт-Кинг-стрит в Бирмингеме. Начинала компания с торговли скобяными изделиями, позже горюче-смазочными материалами, а с 1879 — лампами накаливания.
В 1898 году компания официально получила название Joseph Lucas Ltd, а с 1902 начала самостоятельно производить автозапчасти — магнето, генераторы, стеклоочистители, фары, стартеры и прочее. Компания быстро развивалась, получив подряд на снабжение электро-запчастями от Morris Motors Limited. Во время Первой мировой войны она активно поставляла запчасти военным.

### Развитие
После Первой мировой войны компания выпустила новые продукты на рынок тормозных, дизельных и гидравлических систем. В 1926 году она получила контракт на работу с Austin. В 1930 году Lucas и Smiths заключили соглашение о неконкуренции. В 30-х годах компания пошла в рост за счёт поглощения конкурентов, таких как Rotax и C. A. Vandervell (CAV). Во время Второй мировой Lucas вместе с Rover работали над системами впрыска топлива и газотурбинными двигателями для самолётов. После Второй мировой, в 1950 году, фирма запустила в производство диоды и транзисторы.

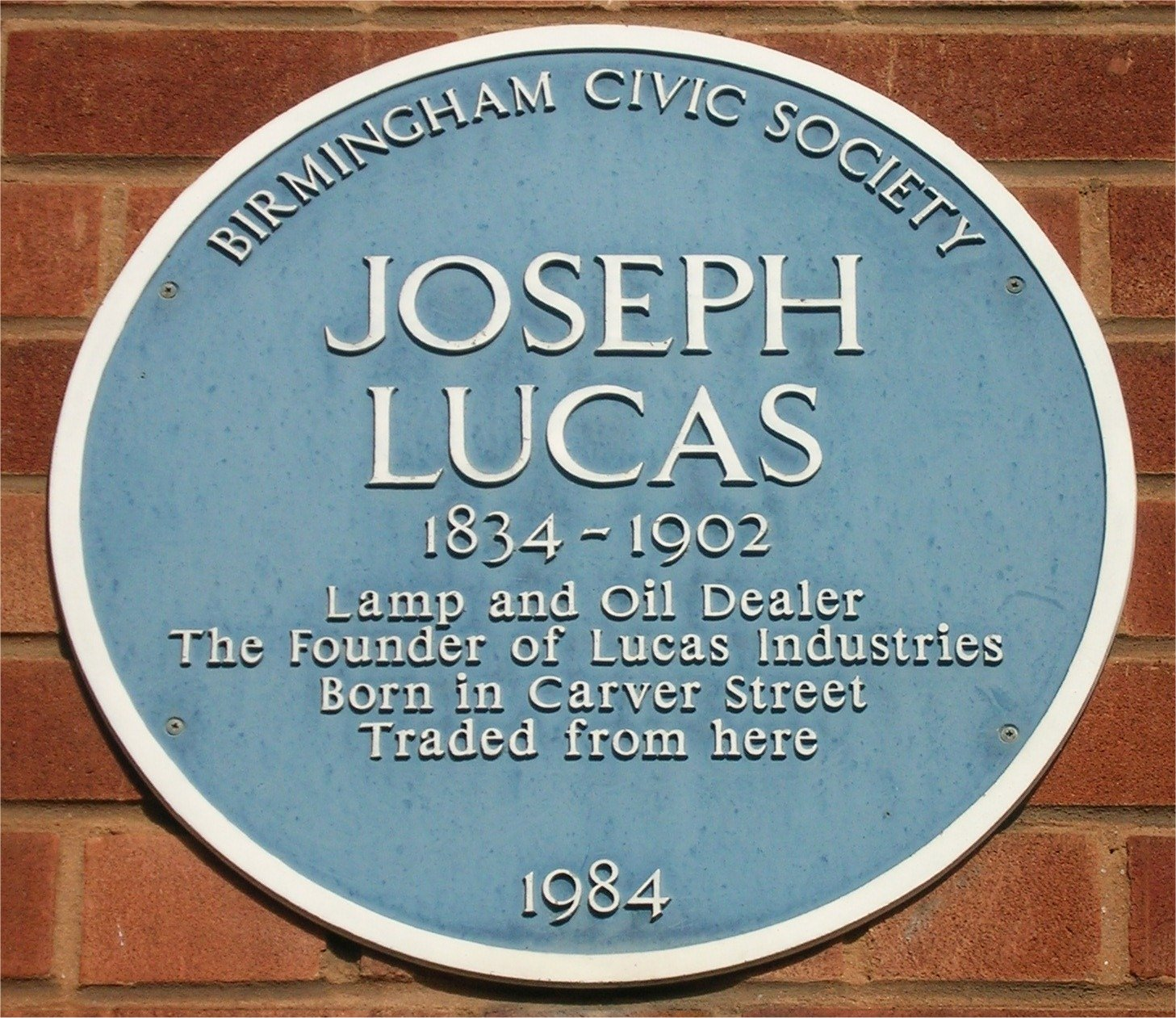
Вывеска на здании фабрики на Карвер-стрит, Бирмингем. 2007 год

### Продвижение в послевоенные годы
В 1976 компания столкнулась с потерей рабочих мест и стагнацией в военной отрасли. При поддержке Майка Кулли был разработан «План Lucas», который должен был уменьшить потери. На практике его не применяли, но считается, что с него началось послевоенное возрождение Lucas. Вместо увольнения рабочие отстаивали своё право на общественно полезное производство. Около половины продукции приходилось на военные заказы. Рабочие утверждали, что государственную поддержку лучше направить на разработку общественно полезных продуктов. План стал катализатором идей демократизации технологического развития общества.
В 1977 году газета New Statesman отмечала, что «философские и технические последствия плана в настоящее время обсуждаются в международных СМИ в среднем двадцать пять раз в неделю». Два года спустя он был номинирован на Нобелевскую премию мира. Газета Financial Times описала план Лукаса как «один из самых радикальных альтернативных планов, когда-либо составленных рабочими для своей компании».

## Дочерние компании Lucas

### CAV
CAV Ltd производила компоненты для дизельных систем, а также электронику.
Компания была создана Чарльзом Вандервеллом (1870—1955).
Фирма первой начала производить генераторы постоянного тока, а в 1911 году разработала и внедрила систему освещения, применяемую на двухэтажных автобусах.
В 1923 году Lucas купил Cav. В 1931 году Cav вошла в партнёрство также с Bosch, образовав CAV-Bosch Ltd, которая впоследствии занималась разработкой насосов высокого давления, а позднее — топливных систем для самолётов. В 1937 году Lucas выкупил долю Bosch, преобразовав в 1939 году Cav в CAV Ltd. В 1978 компания потеряла лейбл и влилась в Lucas, став Lucas CAV. К этому времени производственные мощности перевели на современные заводы в графства Кент и Суффолк. Компания также открыла несколько филиалов в других странах.
Бизнес по производству автоэлектрики был продан компании из США Prestolite Electric в 1998 году, но кое-что из производств было восстановлено в 2005 году после переезда к Гринфорду.

### Girling
В 1925 году компания производила тормозные системы. За год до этого Альберт Гирлинг запатентовал тормозную систему нового типа. В 1929 году он продал его New Hudson. Позднее Girling запатентовала дисковую тормозную систему, инновационное на то время решение, применявшееся на гоночных машинах.
Girling была куплена Lucas в 1938, но патент на производство оставался за New Hudson, пока не был окончательно выкуплен Lucas в 1943. После этого Lucas стал продвигать компанию Girling Ltd, производящую:
- Тормозные системы
- Системы сцепления
- Амортизаторы

### Rotax
Rotax производила запчасти для мотоциклов, после Второй мировой акцент сместился на авиапромышленность.
В 1956 Lucas Rotax открыли новое производство в Хемел-Хемпстеде на севере Лондона. Lucas Rotax перееименовали в Lucas Aerospace. К 1970 компания имела 15 заводов.

### Aerospace
Находящийся в Park Royal возле фабрики по производству соевых соусов и напротив Lucas Rotax, этот завод производил компоненты для BAE Systems.

### Simms
В 1913 Фредерик Симмс открыл Simms Motor Units Ltd, снабжавшую во время Первой мировой технику Антанты электрокомпонентами (магнето). В 1920 компания купила бывшую фабрику по производству фортепиано в северном Лондоне. В 1930-х фирма разрабатывала новые системы впрыска топлива. Во время Второй мировой компания вновь производила автоэлектрику (магнето, катушки зажигания и прочее).
После Второй мировой компания продолжила расширяться и поглотила немало фирм, но в 1968 году сама была куплена Lucas и интегрирована в CAV.

### LucasVarity
В августе 1996 Lucas был поглощён североамериканской корпорацией Varity. Это объединение дало Lucas Industries лучший доступ к рынку Северной Америки, а Varity использовала сеть продаж Lucas Industries в Европе.